# بخش چاهک
بخش چاهک، یکی از بخش‌های شهرستان خاتم در استان یزد ایران است. مرکز این بخش روستای چاهک است.

## تقسیمات کشوری
- بخش چاهک
  - دهستان چاهک
  - دهستان شهریاری

## جمعیت
بر پایه سرشماری عمومی نفوس و مسکن در سال ۱۳۹۵، جمعیت بخش چاهک برابر با ۶٬۰۵۷ نفر بوده‌است.